# 주궈
주궈(중국어 간체자: 朱国, 정체자: 朱國, 병음: Zhū Guó, 1985년 6월 14일 ~ )는 2008년 올림픽에서 동메달을 획득한 중화인민공화국의 전 태권도 선수이다.